# Cyber Monday
Cyber Monday (Nederlands: Cyber Maandag) is een marketingterm en luidt de start in van de kerstverkoop bij online winkels, als antwoord op Black Friday. De term komt uit de Verenigde Staten en verwijst naar de eerste maandag na Thanksgiving Day oftewel de maandag na Black Friday. De dag staat bekend om extreem hoge kortingen die consumenten kunnen krijgen bij diverse winkels.
De term is bedacht door Ellen Davis en Scott Silverman en is voor het eerst gebruikt op 28 november 2005 in een Shop.org-pressrelease: "Cyber Monday Quickly Becoming One of the Biggest Online Shopping Days of the Year".
In tegenstelling tot Black Friday, als consumenten hoge kortingen kunnen verwachten in fysieke winkels, is Cyber Monday gericht op kortingen bij webwinkels. In feite worden op Black Friday echter ook op het internet op veel webwinkels en andere sites kortingen aangeboden.

## Cyber Monday in de Verenigde Staten
In 2016 werd tijdens Cyber Monday een recordomzet van 3,45 miljard dollar behaald, volgens Adobe Digital Insights. Het is voor het eerst in de Amerikaanse geschiedenis dat online sales in één dag meer dan 3 miljard dollar bedroegen. Dit is een stijging van 12,1% ten opzichte van 2015.